# Éric Summer
Éric Summer est un scénariste, réalisateur de télévision et scénariste de bande dessinée français.

## Biographie
(mars 2020).
Autodidacte, Éric Summer commence sa carrière à Brest, en Bretagne, en réalisant des films institutionnels et publicitaires. 
En 1981, il est animateur sur Radio Crystal 101.1 FM à Brest, avec l'émission Travelling lors de laquelle il anime des chroniques cinématographiques, interviews et directs a l'antenne. En 1982/1983 il prend la direction des programmes de la station RC2 (Radio Crystal 2). Il poursuit les années suivantes son émission cinéma sur la bande FM à Brest, sur Radio Plus, puis sur Radio Paradis jusqu'en 1987.
Il produit et réalise quatre séries documentaires intitulées Phenomena, entièrement filmées aux États-Unis, qui connaîtront une belle carrière sur Canal+ et seront distribuées dans plus de 50 pays dans le monde.
À partir de 1998, Éric Summer s’adonne à des séries internationales tournées en anglais : 25° South, Les Nouvelles Aventures de Robin des Bois, Dark Realm…
Arrivé à Montréal en 2001, il se consacre davantage à l'écriture et rédige le scénario d'un thriller « féministe » en anglais Fuckin' Day, auquel participe l'actrice et scénariste Adeline Blondieau. Les éditions de bandes dessinées Soleil lui proposent d'en faire une BD, Angeline,. Ce scénario deviendra la base de quatre tomes parus entre 2004 et 2007.
En 2008, il crée pour TF1 la série Profilage. Ses choix artistiques, tant au niveau du casting que des partis-pris de style, en font une série considérée par la presse et le public comme l'une des plus novatrices de la télévision française. Il réalise les 6 épisodes de la saison 1 ainsi que 6 des 12 épisodes de la deuxième saison.
Désireux d'écrire un conte pour enfants, il s’attelle à un projet de dessin animé, Ballerina. Le projet est signé par la société de production Quad qui s'engage dans le développement de ce long-métrage d’animation 3D à vocation internationale. Le film dont la version originale est en langue anglaise a un budget de 27 millions d'euros. Gaumont le distribue en France et à l'international. Ballerina sort le 14 décembre 2016 en France où il totalise près de 2 millions d'entrées à ce jour. Le film connait par la suite un immense succès à l'international, distribué dans plus de 50 pays dont les États-Unis.
Éric Summer a également tourné en Bulgarie en 2016 un téléfilm unitaire en anglais, L'Enfer de cristal (Crystal Inferno) avec dans les rôles principaux Claire Forlani et Jamie Bamber.
Il a ensuite réalisé un téléfilm de Noël dans la plus pure tradition américaine, Un bébé pour Noël, diffusé sur TF1 le 10 décembre 2018, avec dans les rôles principaux Laetitia Milot, Alexis Loret, Maud Baecker, Bartholomew Boutellis et Arnaud Binard. Le film a été un très beau succès d'audience, avec plus de 28 % de PDM sur la cible commerciale de la chaîne. 
Eric Summer travaille actuellement sur son nouveau film d'animation, Colleen & Amelia, signé par Blue Spirit Productions en France, en partenariat avec Syon Media au Canada. Le film est actuellement en pré-production.
En 2021, il publie également chez les Éditions Vents d'Ouest (filiale de Glénat), avec la dessinatrice italienne Miriam Gambino, un album BD intitulé On a Volé la Liberté!. C'est le premier tome d'une série intitulée Eugénie et les Mystères de Paris, qui se déroule à la même époque que Ballerina. Ce premier tome connait un bon accueil critique, et le second tome, « Les Korrigans d'Austerlitz », est sorti fin 2021. Devant le succès confirmé, un troisième album est paru en mars 2023, "La Conspiration Apophis". Le 4ème tome, "Le Maître du Chaos" est sorti en Février 2025.

## Filmographie

### Réalisation

#### Cinéma
- (en préparation) Colleen & Amelia (Spread Your Wings) (long métrage d'animation)
- 2016 : Ballerina (long métrage d'animation)

#### Séries télévisées
- 1995 : Extrême Limite - 4 épisodes :  Ange et démon, Secret professionnel, Prise au Piège et Agression
- 1996: Nos plus belles vacances - 3 épisodes : Les Anglais en vacances, Profit personnel et  Pierre et le chien
- 1996 à 2002 : Sous le soleil - 72 épisodes[7],[8]
- 1997 : The New Adventures of Robin Hood - épisode : Heroes
- 1999 : 25 degrés Sud - 12 épisodes
- 2001 : Le Monde des ténèbres (Dark Realm) - 5 épisodes
- 2002 : 72 Heures- Réalisation des 2 épisodes-pilote
- 2002 : Groupe flag - 6 épisodes : Mac Macadam, Les roulottiers, La voiture bélier, Voler n'est pas jouer,  Chèques en noir et Premier flag
- 2003 : Le Grand Patron - épisode : Le Rachat
- 2004 : Les Cordier, juge et flic - épisode : La rançon
- 2005 : Dolmen - 4 épisodes
- 2005 : Commissaire Moulin - épisode La pente raide
- 2005 - 2006 : Plus belle la vie (France 3)
- 2006 : Commissaire Moulin - épisode : La Promesse et Le Sniper
- 2006 : Alice Nevers : Le juge est une femme -  2 épisodes :  À cœur perdu et Cas de conscience
- 2006 : Commissaire  Cordier -  2 épisodes : Haute sécurité et Grain de sel
- 2007 : Mademoiselle Joubert - épisode : Dans un trou de souris
- 2007 : Section de recherches -  2 épisodes :  Connexion dangereuse et Étoile filante
- 2008 : Julie Lescaut -  2 épisodes : Julie à Paris et Défendre jusqu'au bout
- 2009 : Profilage	- saison 1 (6 épisodes) : Moins que rien, Sans rémission, Le fils prodigue, Paradis perdu, Derrière le masque et Quelqu'un de bien
- 2010 : Profilage	- saison 2 (6 épisodes) : Les fils de l'homme, Passé composé, Comme sa mère, Retour à la terre, Tu m'aimeras et Addiction
- 2011 - 2012 : Interpol - 4 épisodes :  Les poupées russes, L'Inconnu de Prague ,  Au pied du mur  et La tête haute
- 2014 : Interventions (série de TF1)

#### Téléfilms
- 2003 : Valentine, avec Corinne Touzet, François-Éric Gendron et Arnaud Binard
- 2009 : Jamais 2 sans 3, avec Clémence Bretécher et Guillaume Carcaud
- 2016 : L'Enfer de cristal (Crystal Inferno), avec Claire Forlani et Jamie Bamber
- 2018 : Un bébé pour Noël, avec Laëtitia Milot et Arnaud Binard

### Scénariste

#### télévision et cinéma
- Colleen & Amelia, 2024
- Ballerina, coécrit avec Laurent Zeitoun et Carol Noble, 2016
- Sous le soleil - série télévisée, 1 épisode : Face à face (2000))
- Les Intrépides - série télévisée (un épisode), saison 1, 1993
- Mémoires (court-métrage), 1991
- Belle à croquer (court-métrage) adapté d'une bande dessinée de Jordi Bernet et Enrique Sanchez Abuli

#### Bande dessinée
- Angeline, coécrit avec Adeline Blondieau[2],[3], dessin de Sébastien Goethals (tome 1) et Serge Fino (tomes 2,3 et 4), éditions Soleil Productions :

1. Fuckin' Day[9], 2004  (ISBN 2-84565-911-3).
2. Mississippi Queen, 2005  (ISBN 2-84946-290-X).
3. White christmas[10], 2006  (ISBN 2-84946-454-6).
4. Memphis, Tennessee[11], 2007  (ISBN 978-2-84946-726-8).

- Eugénie et les Mystères de Paris, dessins de Miriam Gambino, scénario d'Éric Summer, Éditions Vents d'Ouest,

1. Tome 1 : On a volé la liberté[5],[6], 2021
2. Tome 2 : Les Korrigans d'Austerlitz, 2021
3. Tome 3: La Conspiration Apophis, 2023
4. Tome 4: Le Maître du Chaos, Février 2025

### Acteur
- 2001 : Sous le soleil - épisode : Un hôte imprévu  : l'acheteur
- 1998 : Sous le soleil - épisode : Les liens du sang :  le réalisateur